# テレビ朝日データビジョン
株式会社テレビ朝日データビジョン（テレビあさひデータビジョン）は、テレビ朝日の100%子会社で、文字放送の放送と、アナログデータ放送「ADAMS」・字幕放送の受託制作を行っていた企業。
データ放送事業の「テレビ朝日データ」と文字放送・字幕放送事業の「朝日レタービジョン」が合併して誕生。地上デジタル放送のデータ放送番組や、インターネットコンテンツの制作受託によって業容の拡大を図っていた。
事業をテレビ朝日メディアプレックスに引き継ぎ、2011年に解散。

## 主なコンテンツ
- 朝日新聞ニュース（社会、政治などジャンル別に分けて配信されていた）
- 天気予報
- 日刊スポーツ芸能ニュース
- 土井善晴おかずのクッキングのレシピとテキストの案内
- 映画情報

など

### 備考
- テレビ朝日系列でも配信していなかった放送局も存在していた（メ〜テレなど一部の局では配信していなかった）。
- このテレビの文字多重放送を視聴するには専用チューナーまたは内蔵テレビが必要であった。
- また系列局でも配信されてない文字放送番組もあった。